# Dover Air Force Base
La Dover Air Force Base o Dover AFB (IATA: DOV, ICAO: KDOV, FAA LID: DOV) è una base aerea della United States Air Force (USAF), l'aeronautica militare degli Stati Uniti d'America, situata 2 km a sud della città di Dover, in Delaware.

## Geografia fisica
Secondo lo United States Census Bureau, la base si estende su una superficie di 1,7 km², tutti quanti occupati da terre.
Il territorio appartiene all'area metropolitana di Dover. Parte della base è considerata come un census-designated place (CDP), che secondo il censimento del 2000 aveva una popolazione di 3.394 abitanti.
Il nome con la quale la base è definita come census-designated place è "Dover Base Housing."  Fin dal 1997, la base è servita da tre uscite autostradali sulla Delaware Route 1, permettendo un accesso veloce da Dover e dal sud del Delaware verso la base. Dover AFB fornisce 470 milioni di $ all'anno alla città di Dover, fatto che la rende la terza industria dello stato.

## Popolazione
Secondo il censimento del 2000, presso la Dover Base Housing vivevano 3.394 persone, ed erano presenti 1.017 gruppi familiari. La densità di popolazione era di 1.955,9 ab./km². Nel territorio comunale si trovavano 1.245 unità edificate. Per quanto riguarda la composizione etnica degli abitanti, il 72,57% era bianco, il 16,59% era afroamericano, lo 0,77% nativo, e l'1,86% era asiatico. Il restante 8,22% della popolazione appartiene ad altre razze o a più di una. La popolazione di ogni razza proveniente dall'America Latina corrisponde al 7,75% degli abitanti.
Per quanto riguarda la suddivisione della popolazione in fasce d'età, il 40,2% era al di sotto dei 18, il 16,5% fra i 18 e i 24, il 41,5% fra i 25 e i 44, l'1,7% fra i 45 e i 64, mentre infine solo lo 0,1% era al di sopra dei 65 anni di età. L'età media della popolazione era di 23 anni. Per ogni 100 donne residenti vivevano 103 maschi.